# Календар виборів 2023

Карта виборів 2023 року:
Президентські
Парламентські
Загальні
Референдуми
Референдуми та загальні вибори
Немає виборів та референдумів

Цей національний виборчий календар на 2023 рік включає перелік прямих національних / федеральних виборів, які мають бути проведені 2023 року у всіх суверенних державах та залежних від них територіях. Також до списку включені національні референдуми. Конкретні дати вказані там, де вони відомі.

## Розклад

### Січень
- 8 січня:  Бенін, парламентські вибори[en][1]
- 13–14 січня:  Чехія, президентські вибори (1-й тур)[2]
- 18 січня:  Антигуа і Барбуда, парламентські вибори[en][3]
- 21 січня:  Словаччина, конституційний референдум[en][4]
- 26 січня:  Токелау (Нова Зеландія), загальні вибори[en]
- 27–28 січня:  Чехія, президентські вибори (2-й тур)
- 29 січня:
  -  Ліхтенштейн, конституційний референдум[en][5]
  -  Туніс, парламентські вибори[en] (2-й тур)

### Лютий
- 5 лютого:
  -  Кіпр, президентські вибори (1-й тур)[en][6]
  -  Еквадор, конституційний референдум[en][7]
  -  Монако, парламентські вибори[en][8]
- 12 лютого:  Кіпр, президентські вибори (2-й тур)[en][9]
- 24 лютого:  Джибуті, парламентські вибори[en][10]
- 25 лютого:  Нігерія, президентські вибори, Палата представників[en] та Сенат[en][11]

### Березень
- 5 березня:  Естонія, парламентські вибори парламент[12]
- 7 березня:  Федеративні Штати Мікронезії, парламентські вибори[en][13]
- 19 березня:
  -  Казахстан, парламентські вибори Парламент[14]
  -  Чорногорія, президентські вибори (1-й тур)[15]
- 26 березня: 
  -  Куба, парламентські вибори[en]
  -  Туркменістан, парламентські вибори[en]

### Квітень
- 2 квітня: 
  -  Андорра, парламентські вибори[en][16]
  -  Болгарія, парламент парламентські вибори[17][18]
  -  Фінляндія, парламент парламентські вибори[19]
  -  Чорногорія, президентські вибори (2-й тур)[20][21]
- 16 квітня:  Французька Полінезія (Франція), парламентські вибори (1-й тур)[en][22]
- 20 квітня:  Бутан парламентські вибори[en][23]
- 24 квітня:  Британські Віргінські Острови (Велика Британія), загальні вибори[en][24]
- 29 квітня:  Ніуе (Нова Зеландія), парламентські вибори[en][25]
- 30 квітня: 
  -  Французька Полінезія (Франція), парламентські вибори (2-й тур)[en][26]
  -  Парагвай, вибори Президента та депутатів Сенату і Палати депутатів[en][27]
  -  Узбекистан, конституційний референдум[en][28][29]

### Травень
- 7 травня:  Чилі, вибори до Конституційної ради[en][30]
- 13 травня:  Мавританія, парламентські вибори (1-й тур)[en][31]
- 14 травня: 
  -  Туреччина, президентські (1-й тур) та парламентські вибори[en][32]
  -  Таїланд, парламентські вибори[en][33]
- 21 травня: 
  -  Східний Тимор, парламент парламентські вибори[en][34]
  -  Греція, парламентські вибори[en][35]
- 27 травня:  Мавританія, парламентські вибори (2-й тур)[en][36]
- 28 травня:  Туреччина, президентські вибори (2-й тур)[37]
- 31 травня:  Латвія, президентські вибори

### Червень
- 4 червня:  Гвінея-Бісау, парламентські вибори[en][38][39]
- 6 червня:  Кувейт, парламентські вибори[en][40]
- 11 червня:  Чорногорія, парламентські вибори[en][41]
- 18 червня:
  -  Малі, конституційний референдум[en][42]
  -  Швейцарія, референдум[en]
- 24 червня:  Сьєрра-Леоне, президентські та парламентські вибори[en][43][44]
- 25 червня: 
  -  Гватемала, президентські (1-й тур) та парламентські вибори[en][45]
  -  Греція, парламентські вибори[en][46]

### Липень
- 4 липня:  Федеративні Штати Мікронезії, конституційний референдум[en][47]
- 9 липня:  Узбекистан президентські вибори[en][48]
- 23 липня: 
  -  Камбоджа, парламентські вибори[en][49]
  -  Іспанія, парламентські вибори[50]
- 30 липня:  Центральноафриканська Республіка, конституційний референдум[en][51]

### Серпень
- 20 серпня: 
  -  Гватемала, президентські вибори (2-й тур)[en][52]
  -  Еквадор, президентські (1-й тур) і парламентські вибори та референдум[en][53][54]
- 23 серпня:  Зімбабве, президентські і парламентські вибори[en][55]
- 26 серпня:  Габон, президентські і парламентські вибори[56]

### Вересень
- 1 вересня:  Сінгапур, президентські вибори (1-й тур)[en][57]
- 9 вересня: 
  -  Мальдіви, президентські вибори (1-й тур)[en][58]
  -  Росія, Єдиний день голосування
- 29 вересня:  Есватіні, парламентські вибори[en][59]
- 30 вересня: 
  -  Словаччина, парламентські вибори[60]
  -  Мальдіви, президентські вибори (2-й тур)[en][61]

### Жовтень
- 7 жовтня:  ОАЕ, парламентські вибори[en]
- 8 жовтня:  Люксембург, парламентські вибори[en][62]
- 10 жовтня:  Ліберія, президентські вибори (1-й тур) та вибори до сенату та палати представників[en][63]
- 12 жовтня:  Гібралтар (Велика Британія), парламентські вибори[en][64]
- 14 жовтня: 
  -  Нова Зеландія, парламентські вибори[65]
  -  Австралія референдум[en][66]
- 15 жовтня: 
  -  Польща, парламентські вибори та референдум[67][68][69]
  -  Еквадор, президентські вибори (2-й тур)[53]
- 22 жовтня: 
  -  Аргентина, президентські вибори (1-й тур), вибори до Ради держави та Національної ради[70]
  -  Швейцарія, президентські вибори та вибори до сенату і палати представників[en][71]
- 29 жовтня  Оман, парламентські вибори[en][72]

### Листопад
- 14 листопада:  Ліберія, президентські вибори (2-й тур)[en][73]
- 16 листопада:  Мадагаскар, президентські вибори[en][74]
- 19 листопада:  Аргентина, президентські вибори (2-й тур)[70]
- 20 листопада:  Маршаллові Острови, парламентські вибори[en] та конституційний референдум[en][75]
- 22 листопада:  Нідерланди, парламентські вибори[76]
- 30 листопада:  Бутан, парламентські вибори (1-й тур)[en][77]

### Грудень
- 3 грудня:  Венесуела, референдум[78]
- 10 — 12 грудня:  Єгипет, президентські вибори[en][79]
- 17 грудня:
  -  Сербія, Парламентські вибори в Сербії 2023[80]
  -  Чад, конституційний референдум [en][81]
  -  Чилі, конституційний референдум [en][82]
- 20 — 24 грудня:  ДР Конго, президентські та парламентські вибори [en][83]